# Julio Mourão

## Julio Mourão
Julio Olímpio Fusaro Mourão (Belo Horizonte, Minas Gerais, 13 de Novembro de 1944) é um economista brasileiro e video-maker amador.

### Biografia
Nascido em Belo Horizonte, filho de Nelly Fusaro Mourão e Vinícius Rabello Mourão. Estudou no Colégio Estadual de Minas Gerais e na faculdade de economia da UFMG antes de mudar-se para o Rio de Janeiro e formar-se pela UERJ. Cursou mestrado em Engenharia de Produção na UFRJ e doutorado na UNICAMP (este último sem defender tese). Entrou no BNDES por concurso público em 1966 e chegou a exercer o cargo de superintendente. Foi casado com Sonia Maria Fleury Teixeira, com quem tem um filha. É casado com Barbara Musumeci Mourão.

### Trajetória Política e Profissional
Julio Mourão foi superintendente de planejamento do Banco Nacional de Desenvolvimento Econômico e Social (BNDES) entre 1983 e 1990 e é conhecido por ter sido um dos intelectuais responsáveis pela idealização e aplicação da teoria da "integração competitiva" no Brasil, que marcou uma mudança crucial na política desenvolvimentista do país. Também foi pioneiro em introduzir a metodologia do "planejamento estratégico" com a utilização de “Cenários” no país. Durante as décadas de 1960 e 1970, Julio Mourão lutou contra a ditadura militar como militante da Juventude Estudantil Católica (JEC) e do Partido Comunista Brasileiro (PCB). Participou inclusive de uma viagem clandestina a Moscou organizada por Aloísio Teixeira com objetivo de aprofundar-se na leitura do Capital. Nesta época, foi vitima da repressão política do governo militar, tendo sido perseguido e preso duas vezes, e chegando a passar um ano na prisão. Após aposentar-se do BNDES, atuou como consultor em diversas cidades do país, aplicando a metodologia do planejamento estratégico com o uso de cenários no âmbito do planejamento urbano e da administração local através do programa conhecido como “Agenda 21”.

### Atividade como Vídeo-Maker
Julio Mourão é também video-maker amador, tendo participado de diversos festivais nacionais e internacionais. Seus filmes "Torres del Paine" e "Jordânia: de Amã a Petra" ganharam prêmios por melhor trilha sonora no Festival Brasileiro de Filmes de Aventura, Turismo e Sustentabilidade (FATU) em 2009 e 2011 respectivamente.